# Ван Шифу
Ван Шифу (кит. трад. 王實甫, упр. 王实甫, пиньинь Wáng Shífǔ) — китайский драматург (юаньская драма), живший предположительно на рубеже XIII-XIV веков.

## Биография
Родом из района Даду. Родился приблизительно в 1250 году. Настоящее имя — Дэсинь; писал под псевдонимом Шифу. Годом смерти считается около 1307.
Написал 14 пьес-цзацзюй; сохранились 3 полностью и 2 в отрывках.

## Творчество
Самое значительное произведение — «Западный флигель» (西廂記), сюжет которой восходит к новелле Юань Чжэня (799—831) «Повесть об Ин-ин» и позднее неоднократно разработан в литературе и фольклоре (Ван Шифу заимствовал его из чжугундяо «Западный флигель» Дунь Цзеюаня, конец XIII века). Эта пьеса перерабатывалась в сказки, которые исполнялись под музыку. По пьесе можно судить и об изменении в обществе, где появилось уважение к горожанам. Также звучала насмешка над буддистами, они назывались тунеядцами.
Традиционная форма цзацзюй (четыре действия и сецзы) была реформирована автором коренным образом: «Западный флигель» представляет собой пять пьес, объединённых в одну (всего 20 действий и пять сецзы). В течение нескольких столетий существует неподтверждённая версия, что последнюю часть написал после смерти Ван Шифу Гуань Ханьцин.
В свою очередь драма Ван Шифу «Западный флигель» послужила основой для многих вариантов этого сюжета под названием «Окончательный», «Наоборот», «Позднейший», «Продолжение» созданных при династиях Мин и Цин.
Новаторством писателя является усложнение характеров героев. Автор пытается сосредоточиться на внутреннем мире героев, он хочет показать именно личных чувствах героев.
Сюжет пьесы разворачивается вокруг школяра Чжан Цзюньжуя, который влюбляется в красавицу Цуй Ин-ин. На похоронах отца бандиты требуют выдать в жены Цуй Ин-ин, но Чжан Цзюньжуй хитростью не допускает такого развития событий в надежде самому жениться на ней.
В пьесе «Заброшенная гончарня» благородный, но бедный студент влюбляется в знатную девушку и добивается взаимности. На пути к счастью встают преграды, но юноша преодолевает их, блестяще сдав государственный экзамен.
Значительный критик и драматург поздней Мин Цзинь Шэнтань (1608—1661) отметил значение пьесы «Западный флигель», включив её в свой классический сборник «Шесть гениальных произведений» (кит. 六才子書) после произведений таких авторов, как Чжуан-цзы, Цюй Юань, Сыма Цянь, Ду Фу и Ши Найань.
В дальнейшем (при династии Цин) произведения Ван Шифу рассматривались как глубоко аморальные из-за характерной для его творчества запретной в Китае темы добрачного знакомства. «Западный флигель» был запрещён одним из первых произведений китайской классической литературы. Появилось предание, что, не закончив «Западный флигель», Ван Шифу получил «кармическое воздаяние» — откусил себе язык и скончался.
Или по другой версии сердце Ван Шифу не выдержало мук героев его пьесы, и он упал мертвым после создания следующих строк:

В тяжёлых небо облаках,

В увядших лепестках земля.

Поднялся с запада суровый ветер,

И гуси с севера на юг летят.

Узнай же, отчего так покраснел под инеем весь лес —

Он опьянел от пролитых при расставании слёз!
Пьеса «Западный флигель» шла в советских театрах в переработке А. П. Глобы под названием «Пролитая чаша».